# Ruben Hayrapetyan
Ruben Hayrapetyan (nacido el 9 de marzo de 1963 en Ereván, Armenia) es un funcionario de fútbol armenio, exmiembro del Parlamento armenio y empresario.

## Biografía
Es licenciado en economía por la Universidad Estatal de Economía de Armenia.
Entre 2002 y 2018, Hayrapetyan fue presidente de la Federación de Fútbol de Armenia (FFA). Fue elegido para el Parlamento armenio dos veces, en 2003 y 2007. El 3 de julio de 2012 se vio obligado a dimitir del Parlamento, tras la controvertida muerte de un médico del ejército en un restaurante de su propiedad.
En 2014, Hayrapetyan comenzó a invertir en diferentes proyectos empresariales. Desde 2007, ha sido miembro del Partido Republicano de Armenia (RPA).